# Pars-lès-Romilly
Pars-lès-Romilly é uma comuna francesa na região administrativa de Grande Leste, no departamento de Aube. Estende-se por uma área de 17,88 km². Em 2010 a comuna tinha 823 habitantes (densidade: 46 hab./km²).